# Anita Lerche
Anita Lerche (21. december 1973 i Glostrup) er en dansk sangerinde, der har markeret sig som punjabisanger.
Lerche er vokset op i Herlev, hvor hun som 7-årig begyndte i Herlev Skoles kor. Hun har modtaget klassisk sangundervisning, er uddannet rytmikpædagog og har en 3-årig uddannelse som sanger fra London.
Lerche har sunget i Danmarks Radios Pigekor og har været ansat som kirkesanger.
Hun har haft rollen som Maria i koncertopførelser af West Side Story og desuden medvirket i West-End-produktionen Trial by Jury.
I Danmark har hun optrådt i Show Boat i rollen Dolly på Århus Teater.
Lerche deltog sammen med Simon Munk i det danske Melodi Grand Prix 2001 med sangen Mit Hjerte det banker.
Under en turistrejse i Indien lærte Lerche at synge på punjabi.
Lerche udgav Heer From Denmark, sit første punjabialbum i 2006.
For albummet modtog hun prisen som bedste debut i 2006 fra punjabimusikkanalen MH1.
I 2009 modtog Lerche en Danish World Award i kategorien Årets track inden for verdensmusik for sangen Maahiya.
Gry Kolinds halvtimes dokumentarfilm Fra Herlev til Bollywood fra 2010 skildrer Anita Lerche og hendes bestræbelser på at medvirke i en Bollywoodfilm.

## Eksterne links
- Anita Lerches hjemmeside
- Anita Lerches YouTube kanal
- Anita Lerche på Internet Movie Database (engelsk)
- Anita Lerche på Filmdatabasen
- Anita Lerche på danskefilm.dk
- Anita Lerche på danskefilmstemmer.dk